# Парров, Карин
Карин Парров, урождённая Таубе, (швед. Karin Parrow; 4 марта 1900 — 4 января 1984) — шведская художница.

## Биография и творчество
Карин Парров родилась в 1900 году на острове Винга. Её родителями были Карл Гуннар Таубе, смотритель маяка, и его жена Юлия Якобсдоттер. В семье было 13 детей. Помимо Карин, ещё двое связали свою жизнь с искусством: Марта Таубе-Иварссон, ставшая скульптором, и Эверт Таубе, который стал поэтом и композитором.
После работы секретарём в Гётеборге и au-pair в Лондоне, в 1923 году Карин училась живописи в Париже. Затем она продолжила обучение в Гётеборге, в школе Валанд, где её учителем стал Тор Бьюстрём. Опираясь на идеи Матисса о цвете, Бьюстрём оказал значительное влияние на Карин и других своих учеников, которые впоследствии будут известны как «гётеборгские колористы». В 1930-х годах Карин регулярно участвовала в выставках группы.
В 1926 году Карин Таубе вышла замуж за морского капитана Торстена Паррова. Их первый ребёнок родился в 1939 году. Карин продолжала заниматься живописью, создавая преимущественно пейзажи, портреты и натюрморты. Помимо масла, она иногда использовала акварель. Стиль её работ варьировался от лёгких и воздушных до ярких, контрастных, выполненных с применением импасто.
Первая персональная выставка Карин Парров состоялась в 1941 году в Стокгольме. В 1945 году прошла ещё одна выставка в Гётеборге. Критики, отзываясь положительно о её работах, отмечали самобытность художницы и цельность её стиля. Начиная с 1960-х годов художница писала преимущественно пейзажи в реалистичном стиле. Её последняя выставка состоялась в 1983 году.
Карин Парров умерла в 1984 году и была похоронена в Гётеборге. Её работы находятся в различных музеях Швеции, в том числе Музее современного искусства и Гётеборгском художественном музее.